# San Francisco Libre
San Francisco Libre är en kommun (municipio) i Nicaragua med 10 810 invånare (2012). Den ligger strax norr om huvudstaden Managua, på andra sidan Managuasjön, i departementet Managua. Trots närheten till huvudstaden Managua är det den minst tätbefolkade kommunen i den västra halvan av landet.

## Geografi
San Francisco Libre gränsar till kommunerna El Jicaral  i väster, Ciudad Darío i norr och Tipitapa i öster, samt till Managuasjön i söder. Kommunens enda större tätort är centralorten San Francisco Libre med 2 050 invånare (2005).

## Historia
Centralorten San Francisco Libre var under 1800-talet en viktig hamn, dit varor från Matagalpa fördes per väg för att sedan skeppas vidare med båt till Managua. Kommunen grundades 1945.

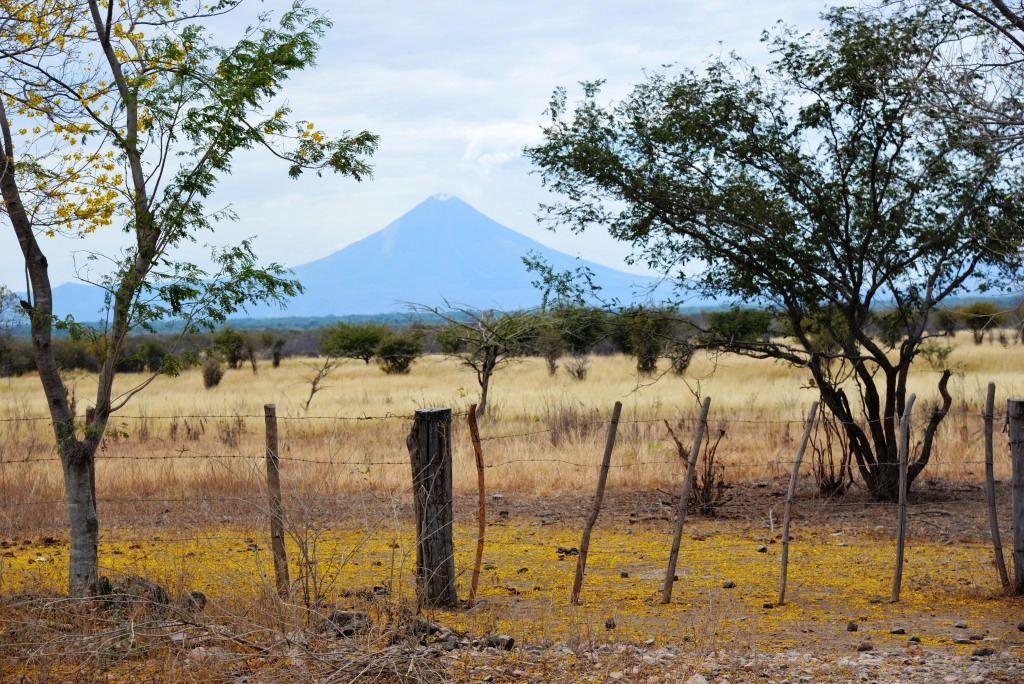
Betesmark i östra delen av kommunen med vulkanen Momotombo i bakgrunden

## Näringsliv
I San Francisco Libre finns det flera stora haciendor som sysslar med boskapsskötsel. De viktigaste grödorna som odlas är majs, bönor, durra och sesam. Kommunen har också en fiskeindustri. Historiskt är kommunen känd för att förse huvudstaden Managua med ved.

## Transporter
I centralorten vid Managuasjön har San Francisco Libre en liten men modern hamn vid namn Puerto Carlos Fonseca Amador. Den utgör ett alternativ för både person- och godstransporter till huvudstaden Managua, men i praktiken används den dock mycket lite.
I södra delen av kommunen ligger flygplatsen Punta Huete, med en 3 kilometer lång landningsbana. Den byggdes på 1980-talet som en militärflygplats för MiG-plan, vilka dock aldrig anlände. Nyligen har flygplatsen renoverats för att kunna ta emot stora transportplan samt för att fungera som ett alternativ till den internationella flygplatsen i det jordbävningskänsliga Managua.

## Religion
San Francisco Libre firar sin festdag den 2 april till minne av sankt Franciskus av Paola. Det görs genom gudstjänster och religiösa processioner längs centralortens gator. I kommunen firas också Sankt Hieronymus den 20 september samt bibelns dag den sista söndagen i september.

## Bilder

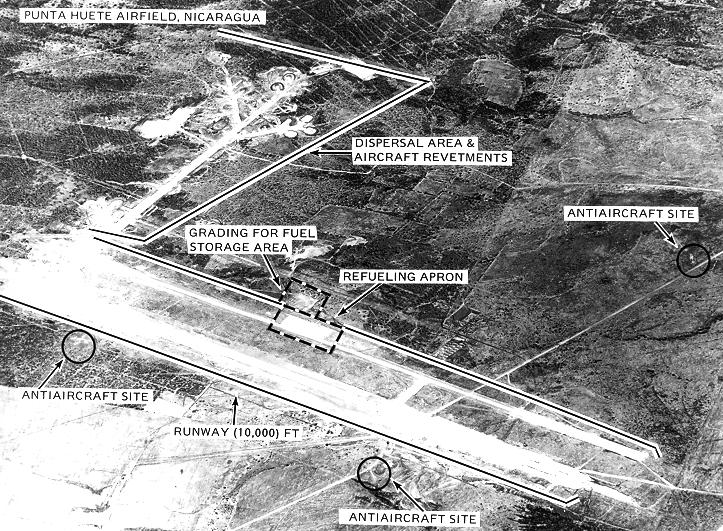
Flygplatsen Punta Huete.
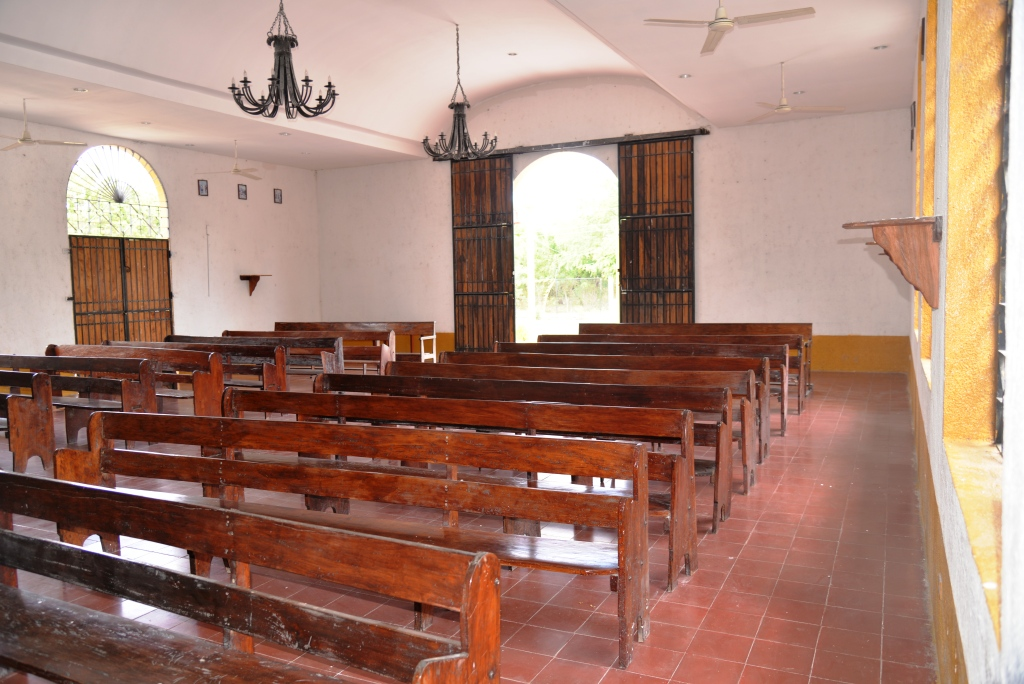
Interiör av församlingskyrkan som är helgad åt Franciskus av Paola.
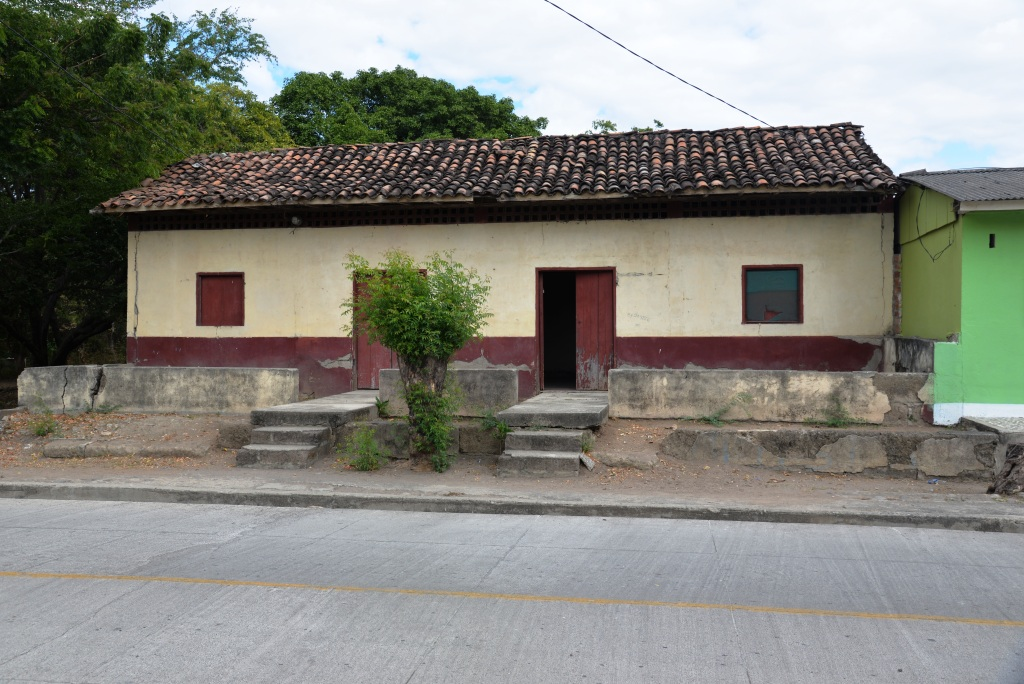
Hus i centralorten i kolonial stil.
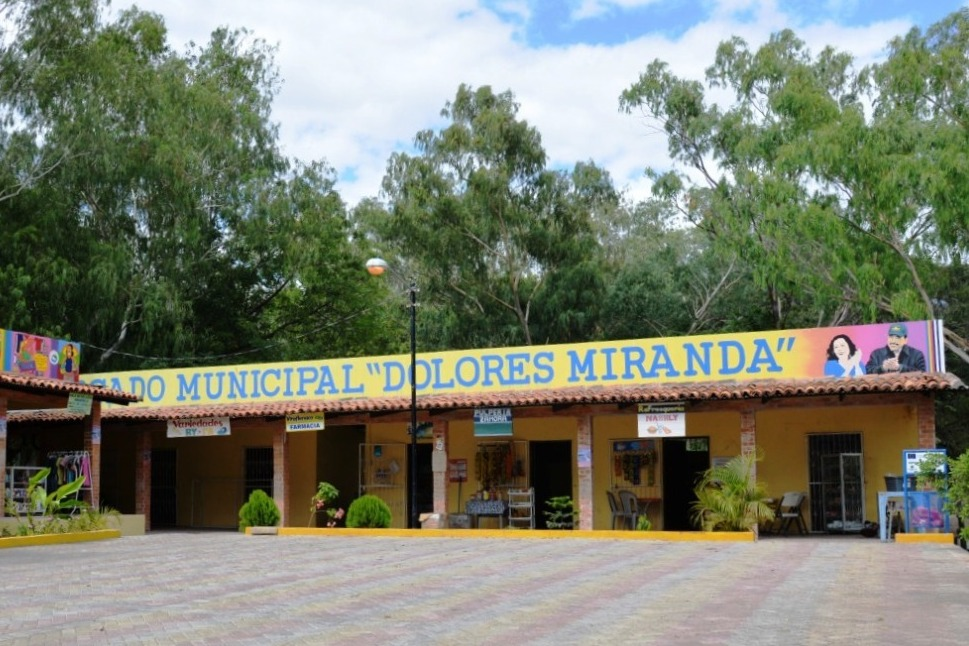
Affärscentrum.